# Milt Banta
Pour les articles homonymes, voir Banta.
Milt Banta (London, Ontario, 16 septembre 1908 - 4 octobre 1959) est un scénariste américain.

## Filmographie
- 1946 : Double Dribble
- 1947 : Pépé le grillon
- 1948 : Dingo et Dolorès
- 1948 : À la soupe !
- 1949 : Jardin paradisiaque
- 1949 : Donald et son arbre de Noël
- 1950 : Wonder Dog
- 1951 : Pluto et la Cigogne
- 1951 : Alice au Pays des Merveilles
- 1952 : Lambert le lion peureux
- 1952 : Man's Best Friend
- 1953 : Peter Pan
- 1959 : La Belle au bois dormant
- 1959 : Donald au pays des mathémagiques
- 1954-1969 : Disneyland (5 épisodes)